# Бердж, Уэнделл
Уэнделл Бердж (англ. Wendell Berge; 1903 ― 25 сентября 1955) ― американский юрист, специалист в области предпринимательского права. С 1943 по 1947 год занимал должность главы Антимонопольного отдела Министерства юстиции США.

## Биография
Уэнделл Бердж родился у Джорджа У. и Коры Отт Бердж в Линкольне, Небраска. Семья была близка к Демократической партии. Бердж изучал право в Университете Небраски и получил степень бакалавра права в 1925 году, после чего продолжил учебу в Мичиганском университете, получив в 1930 году две докторские степени по праву.
После недолгой юридической практики в Нью-Йорке Бердж в 1930 году переехал в Вашингтон, округ Колумбия, по приглашению Джона Лорда О'Брайана, известного деятеля антимонопольной службы и главы Антимонопольного отдела Министерства юстиции. Там он работал специальным помощником генерального прокурора США, а в 1938 году стал главным помощником нового главы отдела Турмана Арнольда. В 1941 году президент Франклин Д. Рузвельт назначил Берджа помощником генерального прокурора отдела уголовных расследований Министерства юстиции. В 1943 году Бердж возглавил антимонопольное управление того же министерства.
Берге твёрдо поддерживал мнение о том, что любая монополия нанесет вред свободной экономике. В 1944 году он опубликовал книгу «Cartels: Challenge to a Free World», вместе с Джозефом Боркиным, Чарльзом Уэлшем и Корвином Д. Эдвардсом став одним из публичных спикеров в кампании против международных картелей. Это соответствовало радикальной антимонополистической позиции прогрессивистов и самого Рузвельта, которая начала укрепляться в 1937 году и доминировала в американской политике между 1943 и 1946 годами. Однако такой подход к международным картелям был отвергнуто как консерваторами, так и марксистами на том основании, что предложение было нереалистичным или империалистическим. Книга Берджа, тем не менее, имела международный успех. В 1946 года она была переведена на скандинавские языки, на русский ― в 1947 году и на сербохорватский ― в 1953 году.
После выхода в отставку с поста помощника генерального прокурора США Бердж работал в юридической фирме Posner, Berge, Fox & Arent в Вашингтоне, округ Колумбия.
Уэнделл Бердж умер 25 сентября 1955 года в Вашингтоне от сердечного приступа.
В некрологе, опубликованном в Washington Post, с сожалением отмечается, что «со смертью Уэнделла Берджа Вашингтон потерял одного из своих самых известных юристов, а также человека, добившегося заметного успеха в обеспечении соблюдения антимонопольного законодательства».

## Работы и выступления
- Criminal jurisdiction and the territorial principle. Dissertation, University of Michigan Law School 1928.
- The Case of the S. S. ‘Lotus’. In: Michigan Law Review. Band 26, 1928, Nr. 4 (19280201), S. 361—382.
- The monopoly investigation, what it means. An address before national retail credit association. 20 February 1939, Rochester, New York.
- What shall we do about cartels in the post-war period? An address … prepared for delivery at a conference of the People’s Lobby, Inc. 12 February 1944.
- Cartels: Challenge to a Free World. Public Affairs Press, Washington 1944.
- What substitute for private international cartels? An address … prepared for delivery before the People’s Lobby (broadcast over NBC). 3 May 1945.

Русский перевод
- Бердж, Уэнделл. Международные картели / Пер. с англ. Р. Миллер-Будницкой; Под ред. В. Чепракова. — М.: Гос. изд-во иностр. лит., 1947. — 260 с.